# Gustav Häring

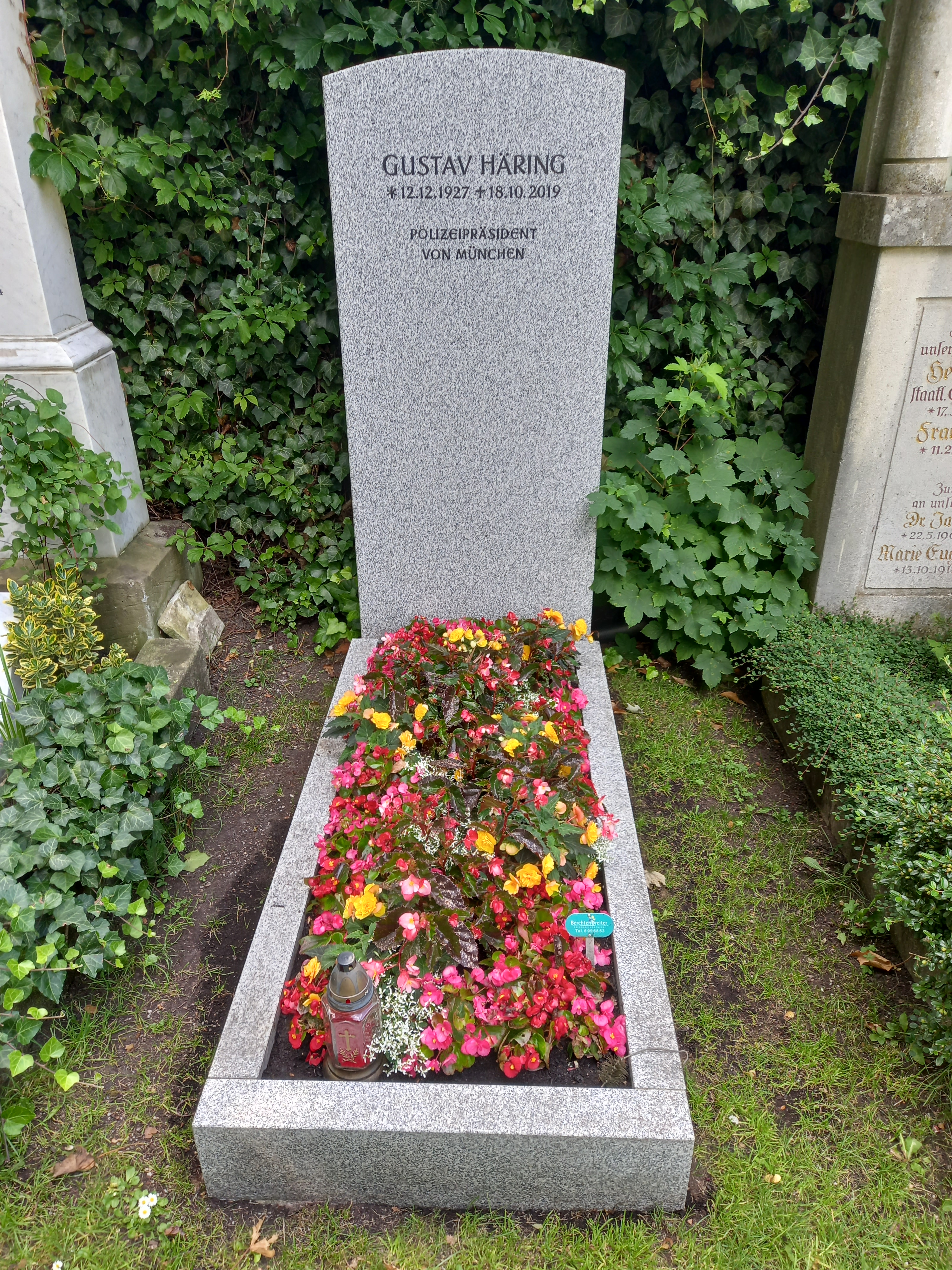
Das Grab von Gustav Häring auf dem Ostfriedhof (München)

Gustav Häring (* 12. Dezember 1927 in Wegscheid; † 18. Oktober 2019) war ein bayerischer Verwaltungsjurist und Polizeibeamter. Von 1983 bis 1987 war er Polizeipräsident von München.

## Leben
Häring stammte aus dem Bayerischen Wald und studierte nach dem Krieg Rechtswissenschaften an der Ludwig-Maximilians-Universität München und wurde Mitglied der KSStV Alemannia München im KV.
Nach dem Studium betätigte er sich zunächst als Rechtsanwalt. Ab 1966 arbeitete im Präsidium der Bayerischen Grenzpolizei. Er leitete die Bayerische Grenzpolizei von 1972 bis 1983. Vom 1. August 1983 bis 31. Dezember 1987 war er Polizeipräsident von München, bevor er in den Ruhestand ging.

## Ehrungen
- Goldenes Ehrenzeichen des Landes Salzburg (1986)
- Bundesverdienstkreuz am Bande (1986)[5]